# 시르쿠
아사드 앗 딘 시르쿠 빈 사디 (1169년 죽음)은 장기 왕조의 중요한 이슬람 장군으로 유명한 살라흐 앗 딘의 삼촌이다. 시르쿠라는 이름은 페르시아어  شیرکوه 로 그 뜻은 "산 위의 사자"라는 뜻이다.

## 생애
시르쿠의 가문은 원래 아르메니아의 쿠르드 일족이다. 그는 쿠르드족 족장인 샤디 이빈 마르완의 아들로 아이유브 왕조의 시조가 되는 살라흐 앗 딘의 아버지 나짐 앗 딘 아이유브의 동생이다. 시르쿠의 집안은 쿠르드 왕조인 사다디드 왕조와 깊은 관계에 있었는데 1130년 사다디드 왕조가 폐위되고 바그다드를 거쳐 티그리트로 옮겨갈 때 시르쿠의 집안도 함께 옮겨갔고 얼마후 아이유브는 티그리트 지방의 태수가 되었다.
시르쿠는 다혈질에 괄괄한 성격으로 1138년 티그리트에서 한 기독교인을 죽였는데 이때 아이유브와 시르쿠는 망명길에 올라 장기의 군대에 합류했고 줄곧 장기의 부하로 있었다. (이 무렵 나중에 유명한 살라딘이 되는 조카 유수프가 태어났다.) 장기가 죽자 시르쿠는 장기의 아들 누르 앗 딘을 주군으로 모시면서 누르 앗 딘이 모술에서 장기의 뒤를 잇는 것을 도왔다. 시르쿠는 홈스를 하사받았고 아이유브는 바알벡과 나중에 다마스쿠스의 영주가 되었다. 두 형제는 1154년 누르 앗 딘이 다마스쿠스를 접수할 때 다마스쿠스의 항복자들과의 협상에 참여하였다.
1163년 시르쿠는 누르 앗 딘의 명을 받고 당시 이집트 파티마 왕조의 와지르 샤와르와 디르감의 내분에 개입하기 위해 이집트로 출병하였다. 이때 조카 살라흐 앗 딘도 참모로 삼촌을 수행했다. 샤와르는 시르쿠의 시리아 군대를 등에 업고 이집트의 권력을 되찾았으나 점차 시르쿠에게 적대적으로 나왔고 결국 예루살렘 왕국의 프랑크족 왕 아모리 1세와 동맹을 맺고 빌베이스에서 시르쿠를 공격했다. 이에 대한 반격으로 누르 앗 딘은 십자군 국가를 공격하여 안티오키아 공국의 영토의 대부분을 장악했고 시르쿠는 다시 시리아로 철군할 수 있었다.
시르쿠는 이집트에 대한 군사행동을 계속 주장하였고 마침내 1167년 다시 이집트로 원정을 떠났다. 시르쿠가 이끄는 시리아군은 순식간에 이집트로 진군하여 알렉산드리아를 장악했다. 샤와르는 다시한번 예루살렘의 아모리와 동맹을 맺고 함께 알렉산드리아의 시르쿠를 포위하고 결국 시르쿠는 철군 할 수밖에 없었다. 그러나 아모리가 비잔티움 제국과 연합하여 이집트 전체를 자신의 수중으로 두려는 계획을 꾸미고 카이로를 포위하자 샤와르는 다시한번 시리아의 술탄 누르 앗 딘에게 도움을 요청했다. 누르 앗 딘은 시르쿠에게 다시한번 이집트에 출병을 명령했고 이때 한사코 이집트로 가길 거부하는 살라흐 앗 딘도 함께 가도록 했다.
1169년 1월 시르쿠는 아모리가 퇴각한 이후 카이로에 입성하여 이미 신망을 잃은 와지르 샤와르를 처형하고 파티마의 칼리파로부터 와지르에 임명되었다. 그러나 와지르가 되어 이집트의 전권을 장악한 지 불과 두 달 후인 3월 23일 시르쿠는 갑자기 호흡곤란으로 죽고 말았다. 이집트의 와지르 자리는 조카 살라흐 앗 딘에게 돌아갔다.